# Liste der FFH-Gebiete in Spanien

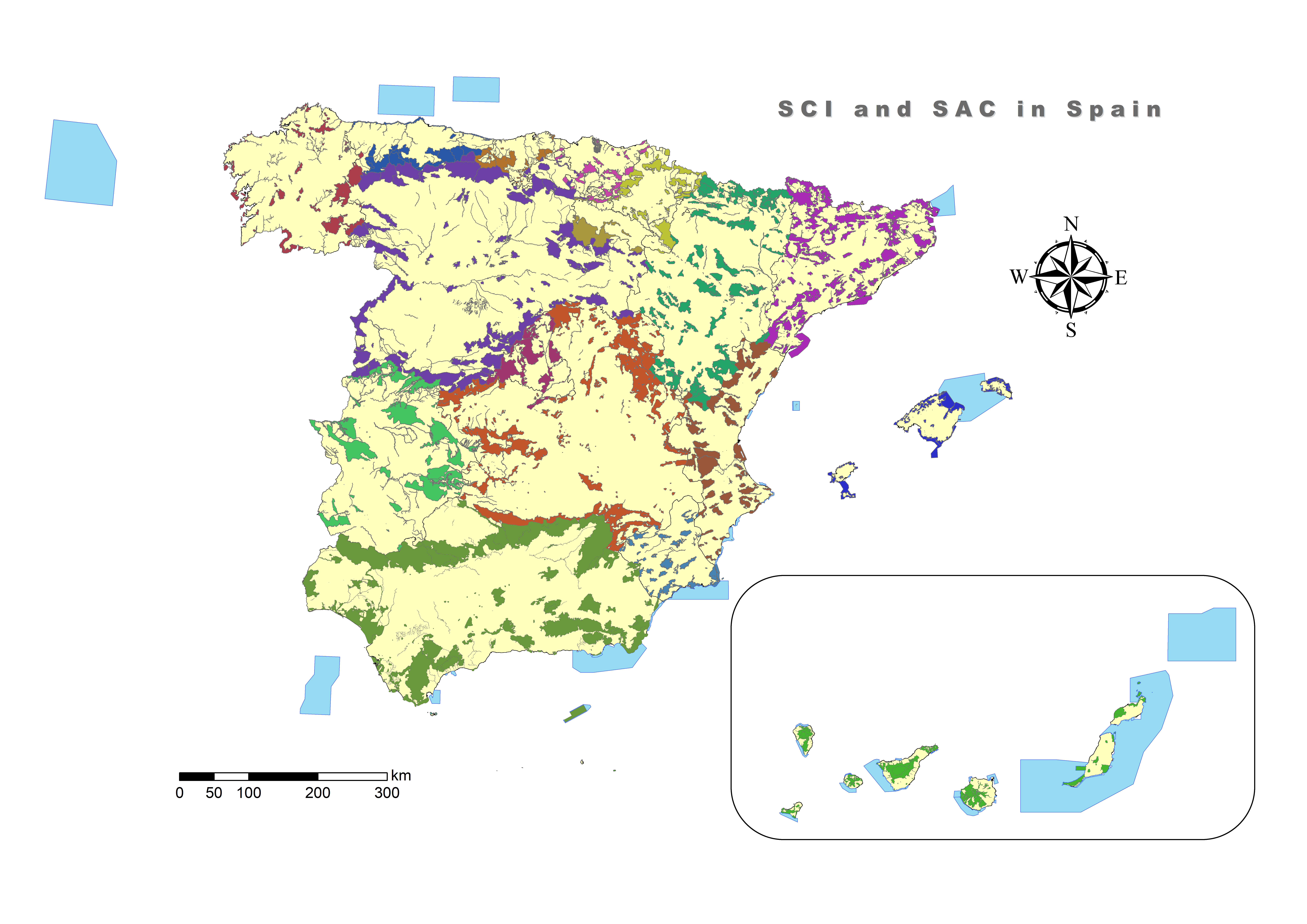
FFH-Gebiete in Spanien

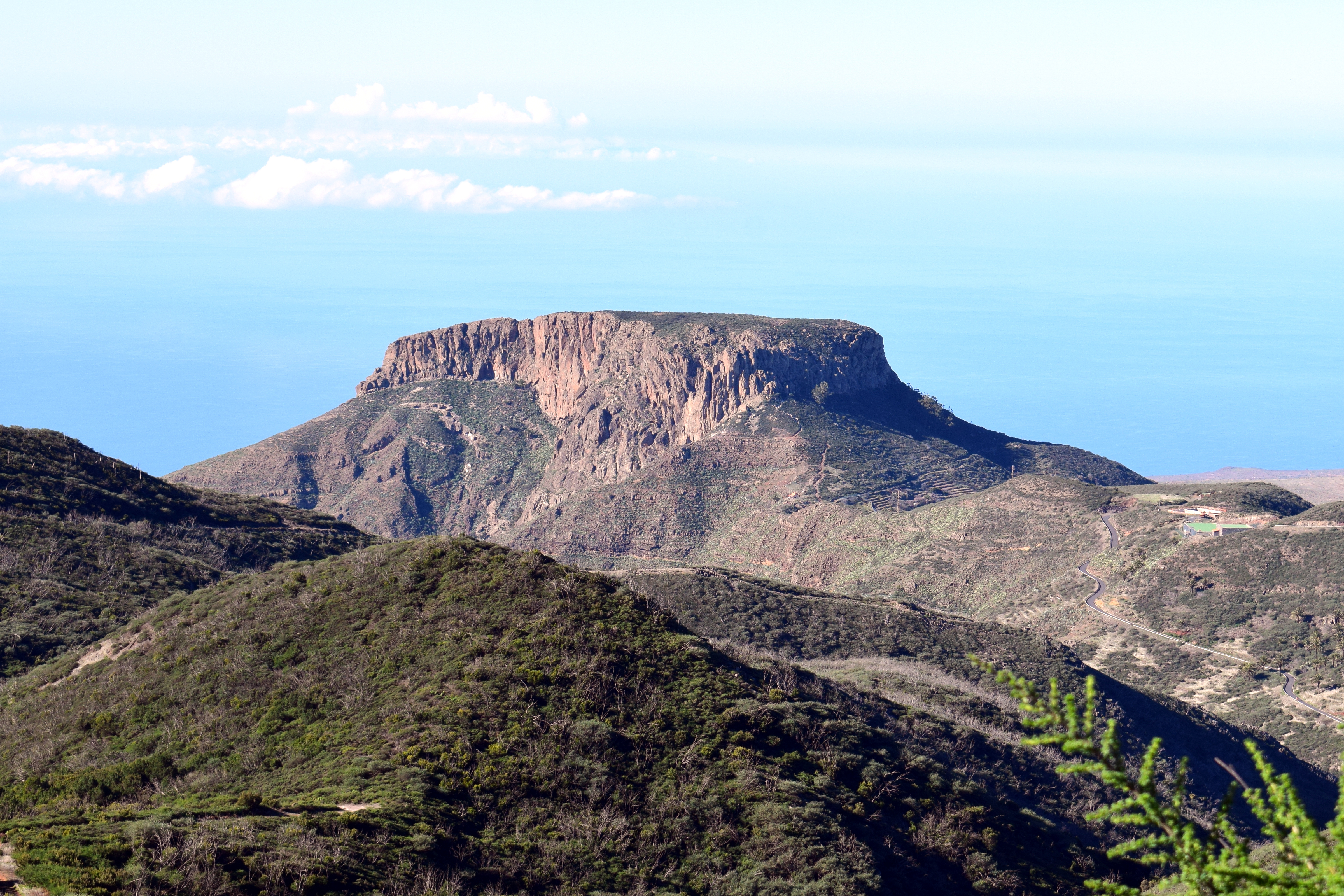
FFH-Gebiet La Fortaleza

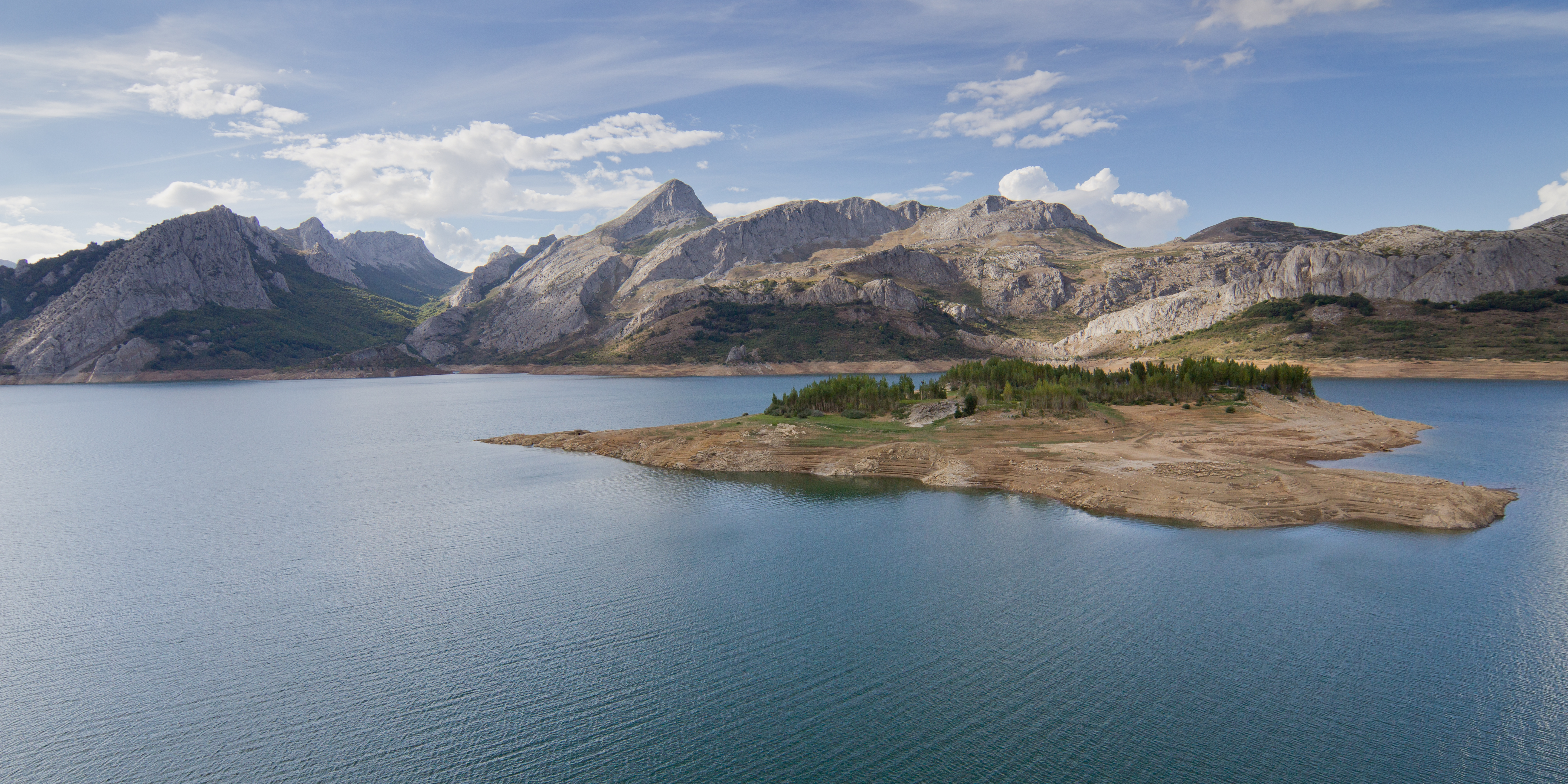
FFH-Gebiet Picos de Europa en Castilla y León

Die Liste der Fauna-Flora-Habitat-Gebiete in Spanien (FFH-Gebiete) verzeichnet die jeweiligen Listen für die einzelnen Autonomen Gemeinschaften Spaniens. Insgesamt gibt es in Spanien 1.468 ausgewiesene FFH-Gebiete (Stand 2022).
- Liste der FFH-Gebiete in Andalusien
- Liste der FFH-Gebiete in Aragonien
- Liste der FFH-Gebiete in Asturien
- Liste der FFH-Gebiete auf den Balearischen Inseln
- Liste der FFH-Gebiete in der Autonomen Gemeinschaft Baskenland
- Liste der FFH-Gebiete in der Extremadura
- Liste der FFH-Gebiete auf den Kanarischen Inseln
- Liste der FFH-Gebiete in Kantabrien
- Liste der FFH-Gebiete in Kastilien-La Mancha
- Liste der FFH-Gebiete in Kastilien und León
- Liste der FFH-Gebiete in Katalonien
- Liste der FFH-Gebiete in Galicien
- Liste der FFH-Gebiete in der Autonomen Gemeinschaft La Rioja
- Liste der FFH-Gebiete in der Autonomen Gemeinschaft Madrid
- Liste der FFH-Gebiete in der Autonomen Gemeinschaft Murcia
- Liste der FFH-Gebiete in Navarra
- Liste der FFH-Gebiete in der Valencianischen Gemeinschaft
- Liste der FFH-Gebiete in den Plazas de soberanía